# Traité de Ried
Le traité de Ried fut signé le 8 octobre 1813 entre le royaume de Bavière, représenté par le prince Carl Philipp von Wrede, et l'empire d'Autriche, représenté par Henri  XV de Reuss-Plauen. Par ce traité, la Bavière abandonna la confédération du Rhin et accepta de se joindre à la Sixième Coalition, opposée à Napoléon, en échange de la garantie du maintien de son statut d'État souverain et indépendant. Le 14 octobre, la Bavière déclara formellement la guerre à la France napoléonienne.
La nouvelle de ce traité arriva à Napoléon à la veille de la bataille de Leipzig. Obligé de battre en retraite, il dut se frayer un passage en affrontant une armée austro-bavaroise à la bataille de Hanau les 30 et 31 octobre 1813.
Au Congrès de Vienne de 1815, la Bavière dut restituer à l'Autriche le Tyrol et lui abandonner la principauté de Salzbourg mais conserva ses autres acquisitions de l'époque napoléonienne et récupéra le Palatinat rhénan.